# Горьковское городское поселение
Го́рьковское городско́е поселе́ние — городское поселение в Горьковском районе Омской области.
Административный центр — посёлок городского типа Горьковское.

## Население
| 2010  | 2011  | 2012  | 2013  | 2014  | 2015  | 2016  |
| ----- | ----- | ----- | ----- | ----- | ----- | ----- |
| 5481  | ↗5484 | ↘5483 | ↗5503 | ↗5514 | ↗5558 | ↗5633 |
| 2017  | 2018  | 2019  | 2020  | 2021  | 2023  |       |
| ↘5581 | ↘5573 | ↘5525 | ↘5478 | ↘4935 | ↘4874 |       |

## Состав городского поселения
| № | Населённый пункт | Тип населённого пункта      | Население |
| - | ---------------- | --------------------------- | --------- |
| 1 | Горьковское      | пгт, административный центр | ↘4784     |
| 2 | Соснино          | деревня                     |           |